# Prasinocyma leucopis
Prasinocyma leucopis là một loài bướm đêm trong họ Geometridae.